# Al-Àixraf Tuman-bay
Al-Màlik al- Àixraf Tuman-bay (àrab: الملك الأشرف طومان باي, al-Malik al-Axraf Ṭūmān-bāy), més conegut simplement com al-Àixraf Tuman-bay, fou el darrer soldà mameluc de la dinastia burjita o circassiana (1516-1517).
Va néixer vers 1474/1475. Fou comprat com a mameluc pel seu oncle patern Qànsawh al-Ghawrí i regalat al sultà regnant Qàït-bay, el fill del qual, an-Nàssir Muhàmmad ibn Qàït-bay. Va rebre un càrrec important el 1507 quan es va convertir en el principal ministre del sultà que llavors era el seu oncle. Va fer cinc expedicions a l'Alt Egipte per recaptar l'impost en espècies i imposar l'autoritat als governants locals; les incursions de nòmades àrabs cap al Baix Egipte foren reprimits durament. Fou nomenat amir al-Hajj (encarregat del pelegrinatge) el 1511; el 1514 va assolir la regència interina mentre el sultà era en visita oficial a Alexandria; el maig de 1516 fou nomenat regent per segona vegada quan Qànsawh al-Ghawrí va dirigir l'exèrcit mameluc a Síria on va patir la decisiva derrota de Mardj Dabik el 24 d'agost de 1516 davant del sultà otomà Selim I.
Els amirs mamelucs es van reunir al Caire i Tuman Bay va acceptar a contracor l'elecció com a sultà (10 d'octubre de 1516) quan ja els otomans s'acostaven. Tuman Bay va marxar cap a la frontera però els amirs volien una guerra defensiva i va haver de començar l'establiment de trinxeres i un campament fortificat a Raydaniyya al nord del Caire amb els canons adquirits recentment. Les defenses foren atacades de front el 22 de gener de 1517, i foren superades fàcilment pels otomans, la potència de foc dels quals era molt superior. Tuman Bay va fugir. Va reunir partidaris i va tornar al Caire però altre cop fou obligat a fugir i es va dirigir a al-Bahnasa a la riba occidental; un acord amb Selim I li va concedir l'estatus de príncep tributari autònom però els amirs ho van rebutjar i finalment les forces mameluques foren vençudes totalment prop Guiza el 2 d'abril de 1517. Tuman Bay va fugir i va demanar asil a un xeic àrab de la Buhayra que el va trair i el va entregar als otomans. Selim el va fer penjar al Caire el 14 d'abril de 1517.